# Междуправителствена експертна група по климатични промени
Междуправителствената експертна група по климатичните промени (на английски: Intergovernmental Panel on Climate Change, IPCC) е организация, създадена за оценяване на риска от глобалното изменение на климата, предизвикано от техногенни фактори (човешка дейност).

## История
Междуправителствената експертна група по климатичните промени е основана през 1988 г. от Световната метеорологична организация (WMO) и от Програмата на ООН за околната среда (UNEP). Първи неин председател става шведският метеоролог Берт Рикард Йоханес Болин, който заема този пост до 1997 г.
От 2002 до 2015 г. председател на IPCC е роденият в Индия професор Раджендра Кумар Пачаури (Rajendra K. Pachauri). През октомври 2015 г. за председател е избран Хьосън Ли (Hoesung Lee).
IPCC получава, заедно с Албърт Гор, Нобелова награда за мир на 12 октомври 2007 г.

## Доклади
В периода 1990-2007 г. IPCC публикува четири изчерпателни доклада, оценяващи последните климатологични резултати, а също редица доклади по отделни тематики. Докладите се съставят от три групи изследователи, подбрани от организацията по списъци, представени от държавите членки. Проектът на доклада преминава през стадий на открито рецензиране.
Всеки доклад се публикува в три тома, съответстващи на трите работни групи.
IPCC не провежда собствени изследвания. Водещи специалисти оценяват информацията въз основа на публикувани материали. В съответствие с указанията на организацията, приоритет се дава на работи, преминали рецензиране. При това авторите могат да използват и нерецензирани материали, ако са достатъчно качествени. Към такива материали се отнасят резултати от модели, отчети на държавни агенции и неправителствени организации.

### Пети оценъчен доклад
Предпоследният към момента пети оценъчен доклад (Assessment Report 5 или AR5) е завършен през 2014 г. Както и предишните доклади, той се състои от трите доклада на работните групи и обобщаващ доклад.
Докладът разглежда четири сценария, при които концентрацията на парникови газове към 2100 г. ще достигне 421 ppm (RCP2.6), 538 ppm (RCP4.5), 670 ppm (RCP6.0) и 936 ppm (RCP 8.5). Сценарият RCP2.6 предполага, че пикът в изхвърлянето на парникови газове ще бъде в периода 2010 – 2020 години, след което ще започне спад. В сценария RCP4.5 се предполага, че пикът в ихвърлянето ще настъпи около 2040 г., а RCP6.0 – през 2080 г. Сценарият RCP8.0 предполага, че изхвърлянето ще продължава да расте в течение на столетие. Получените проекции на ръста на средните температури спрямо средните стойности през периода 1986 – 2005 г. са представени в таблицата:
|          | 2046 – 2065                 | 2081 – 2100                 |
| Сценарий | средни и вероятни стойности | средни и вероятни стойности |
| RCP2.6   | 1.0 (0.4 – 1.6)             | 1.0 (0.3 – 1.7)             |
| RCP4.5   | 1.4 (0.9 – 2.0)             | 1.8 (1.1 – 2.6)             |
| RCP6.0   | 1.3 (0.8 – 1.8)             | 2.2 (1.4 – 3.1)             |
| RCP8.5   | 2.0 (1.4 – 2.6)             | 3.7 (2.6 – 4.8)             |

### Шести оценъчен доклад
Последният към момента оценъчен доклад (Assessment Report 6 или AR6) е публикуван през 2023 г. 

## Шести оценъчен доклад (AR6)
Шестият оценъчен доклад на Междуправителствената експертна група по климатични промени (IPCC) е публикуван на три етапа между 2021 и 2023 година. Докладът се състои от три поддоклада и синтезиращ доклад, представящи най-новите научни данни за климатичните промени.
Основни изводи от поддокладите на AR6, в хронологичен ред:
Физическа научна основа (The Physical Science Basis), 2021 г.:
Основните изводи от поддоклада са:
Климатичните промени са безспорно причинени от човешката дейност, особено чрез изгарянето на изкопаеми горива. Глобалната средна температура вече се е повишила с около 1,1°C спрямо прединдустриалните нива. Измененията в климата са все по-бързи, широко разпространени и интензивни, като много от тях са безпрецедентни за последните хиляди години.
Въздействия, адаптация и уязвимост (Impacts, Adaptation and Vulnerability), 2022 г.:
Основните изводи от поддоклада са:
Наблюдават се широкоразпространени и нарастващи неблагоприятни въздействия върху природата и хората, включително увеличаване на екстремните климатични събития като суши, наводнения и горещи вълни.Около половината от населението на света живее в региони, които вече са силно уязвими на промените в климата. Въпреки че са налице известни успешни инициативи за адаптация, те са неравномерни и недостатъчни за справяне с настоящите и бъдещите климатични рискове.
Смекчаване на климатичните промени (Mitigation of Climate Change), 2022 г.:
Основните изводи от поддоклада са:
За да се ограничи глобалното затопляне до 1,5°C, са необходими незабавни и дълбоки намаления на емисиите във всички сектори на икономиката. Възобновяемите енергийни източници, подобряването на енергийната ефективност и технологиите за улавяне и съхранение на въглероден диоксид играят ключова роля за намаляване на емисиите. Инвестициите във възобновяема енергия и нисковъглеродни технологии са икономически изгодни в дългосрочен план.
Синтезиращ доклад (Synthesis Report), 2023 г.:
Основните изводи от синтезиращия доклад са:
Възможностите за сигурно и устойчиво бъдеще намаляват бързо, ако не се предприемат незабавни и мащабни действия за намаляване на емисиите и адаптация към вече настъпилите промени. Прозорецът за ограничаване на затоплянето до 1,5°C се затваря бързо и изисква съгласувани усилия в международен план. Справянето с климатичните промени е възможно и осъществимо, но изисква значителни и незабавни промени във всички сфери на обществото и икономиката.
Промени свързани с участието на Съединените американски щати (САЩ) в Междуправителствената експертна група по климатичните промени (IPCC):

### Промени с участието на Съедините американски щати (САЩ) в IPCC при втория мандат на Доналд Тръмп, от януари 2025 г.
През февруари 2025 г. администрацията на президента Доналд Тръмп инструктира американските учени и делегати да не участват в ключови международни срещи, свързани с климатичните промени. Сред тях беше 62-рата сесия на Междуправителствения панел по климатични промени (IPCC), проведена от 24 до 28 февруари 2025 г. в Ханджоу, Китай.  Това отсъствие предизвика опасения относно ангажимента на САЩ към международните усилия за справяне с климатичните промени и потенциалното забавяне на изготвянето на Седмия оценъчен доклад на IPCC.